# Стивенс, Рей
Рей Сти́венс (англ. Ray Stevens, наст. имя: Harold Ray Ragsdale, род. 24 января 1939) — американский комический певец в стиле кантри.

## Оценки творчества
Музыкальный веб-сайт AllMusic характеризует Рея Стивенса как «почитаемого автора комических песен, а также певца-ветерана жанра кантри-поп», «одного из самых популярных комических исполнителей всех времён», «наслаждавшегося примечательно долгой карьерой с растянувшейся на четыре десятилетия серией попадавших в чарты синглов, некоторые из которых были большими хитами», певца, чьё чувство.
В отличие от записей другого известного комедийного американского певца, Вейрд-Эла Янковича, в большинстве случаев песни Стивенса являются оригинальными. Темы он часто выбирал и выбирает на злобу дня. При этом AllMusic отмечает, что стиль юмора песен Стивенса каким-то образом выдержал испытание временем и «сейсмическими сдвигами в популярных вкусах и стилях», что «его талант к просто полнейшей глупости» понимался из поколения в поколение.
Кроме того, Стивенс, будучи не только комиком, но также певцом и продюсером, на протяжении своей карьеры исполнял и обычные песни в стилях кантри и поп, и с этими серьёзными песнями он в то же время от времени добивался коммерческого успеха, попадал в чарты. В 2019 году Стивенс посвящён в Зал славы кантри.